# Trirhithrum divisum
Trirhithrum divisum är en tvåvingeart som beskrevs av Munro 1934. Trirhithrum divisum ingår i släktet Trirhithrum och familjen borrflugor. Inga underarter finns listade i Catalogue of Life.